# 1. FC Katowice
1. FC Katowice, 1. FC Kattowitz (z niem. Erster Fußball-Club Kattowitz); początkowo jako FC Preußen 05 Kattowitz, później jako 1. FC, FC Katowice, FC Kattowitz – klub piłkarski z siedzibą w Katowicach, założony 5 lutego 1905, w latach 1922–1939 drużyna mniejszości niemieckiej w Polsce, zlikwidowany w 1945 r. i reaktywowany w 2007 r.

## Historia

### Początki

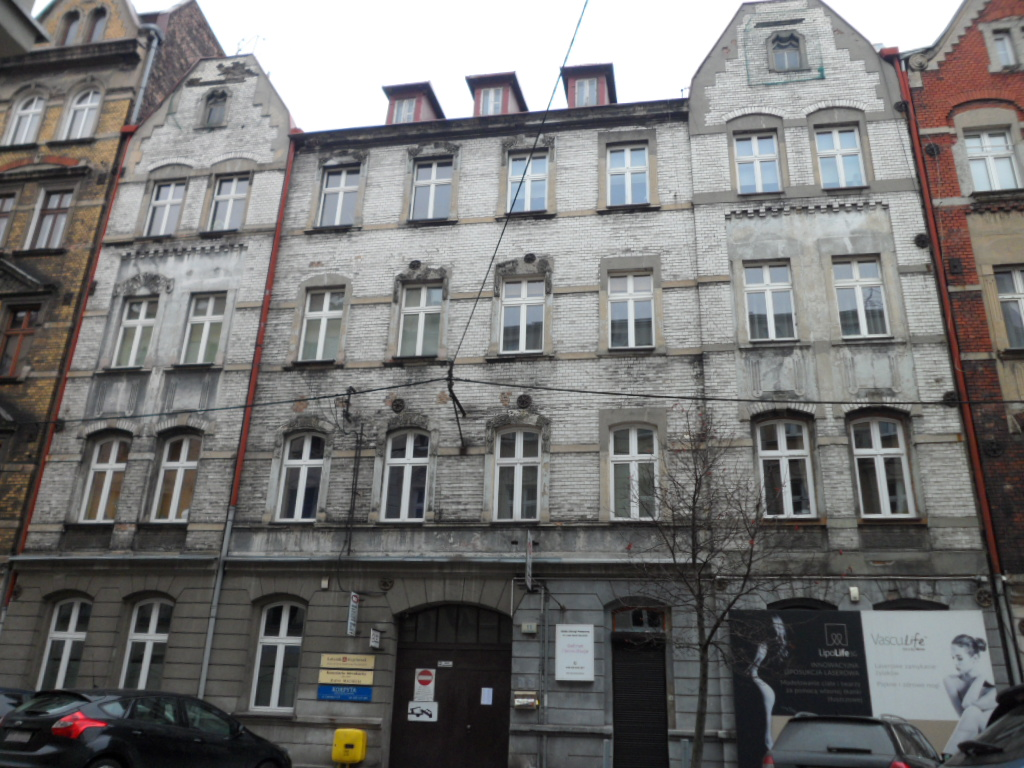
W tym budynku, 5 lutego 1905 doszło do założenia klubu piłkarskiego FC Preußen Kattowitz z inicjatywy braci Fonfarów – Emila i Rudolfa.

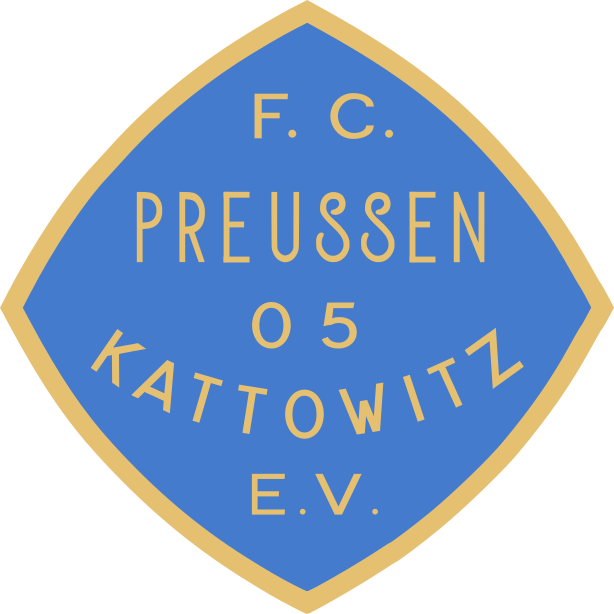
Logo Preussen Kattowitz, lata 1905–1922

5 lutego 1905 dwaj bracia – Emil i Rudolf Fonfara, założyli klub pod nazwą FC Preußen 05 Kattowitz. W 1906 r. organizacja ta była jednym z założycieli Katowickiego Związku Piłkarskiego (Kattowitzer Ballspiel-Verband), który w tym samym roku został członkiem Południowo-Wschodniego Niemieckiego Związku Piłki Nożnej (Südostdeutscher Fußball-Verband) i tym samym Niemieckiego Związku Piłki Nożnej. W latach 1907–1922 FC Preußen 05 był pięciokrotnym mistrzem Górnego Śląska (ligi górnośląskiej): 1907, 1908, 1909, 1913, 1922. W 1922 r., po plebiscycie i powstaniach śląskich, zakończył występy w rozgrywkach niemieckich. Przez następnych 17 lat uczestniczył w rozgrywkach polskich (do 1939 r., gdy województwo śląskie wraz z Katowicami przyłączono do III Rzeszy). 1. FC Kattowitz był drużyną mieszczańską, wspieraną przez drobny kapitał, który identyfikował się jako mniejszość niemiecka. W drużynie grali wyłącznie Ślązacy, z których część słabo mówiła po polsku.

### Lata 20. XX wieku

Logo 1. FC Kattowitz, 1922 r.

W latach 20. XX wieku, 1. FC Kattowitz był jednym z najsilniejszych zespołów na Śląsku. W rozgrywkach niemieckich najpierw walczono o mistrzostwo swojego okręgu (w tym wypadku Górnego Śląska), później o mistrzostwo Południowo-Wschodnich Niemiec (Südost-Deutschland). Mistrz Południowo-Wschodnich Niemiec grał już systemem pucharowym (w gronie 16 ekip) o mistrzostwo całego kraju. W sezonie 1922 1. FC Kattowitz zajął 3. miejsce w rozgrywkach południowo-wschodnich Niemiec. W 1922 r. po naciskach polskich władz nastąpiła zmiana nazwy, najpierw na I Klub Piłkarski, lecz później, po wygranej sprawie sądowej, na Erster Fussball-Club Kattowitz. W sezonie 1927 1. FCK znalazł się w gronie założycieli Ligi Polskiej. Ligowy debiut odbył się w Katowicach, choć w roli gości, wygraną 7:0 z Ruchem Hajduki Wielkie. W inauguracyjnej edycji ligi drużyna wywalczyła wicemistrzostwo Polski. W decydującym i kontrowersyjnym meczu katowiczanie przegrali z Wisłą Kraków 0:2. Wicemistrzostwo Polski było zasługą m.in. bramkarza Emila Görlitza (pierwszego reprezentanta Polski z Górnego Śląska), obrońcy Otto Heidenreicha (uważanego za jednego z najlepszych obrońców w Europie lat dwudziestych), napastnika Karola Kossoka (również reprezentanta Polski), Jerzego Goerlitza (który zdobył w tym sezonie 21 goli) oraz Tadeusza Geisslera (który zdobył w tym sezonie 19 goli). Otto Heidenreich odmówił gry w reprezentacji Polski, bo nawet w najmniejszej części nie czuł się Polakiem. W sezonie 1928 klub uplasował się w ekstraklasie na 5. miejscu (po rundzie wiosennej był wicemistrzem, aczkolwiek byłby pierwszy, gdyby nie walkower w meczu z Warszawianką).

### Lata 30. XX wieku
Pod koniec lat 20. i na początku lat 30. klub wyraźnie osłabł, a efektem tego był spadek do śląskiej ligi okręgowej w 1929 r. (wówczas zwaną Klasą A, a od 1931 r. Ligą Śląską). W 1932 r. udało się piłkarzom 1. FC wywalczyć w niej pierwsze miejsce, co było równoznaczne ze zdobyciem tytułu mistrza (polskiej części) Górnego Śląska. W barażach o grę w ekstraklasie 1. FC rozegrał dwumecz ze zwycięzcą Kieleckiej Ligi Regionalnej – klubem Warta Zawiercie (oba mecze wygrane – 5:2 i 6:2) oraz dwumecz ze zwycięzcą Krakowskiej Ligi Regionalnej – klubem Podgórze Kraków (oba mecze przegrane – 1:2 i 1:3). W 1934 klub został ukarany grzywną za „prowokacyjne, antypolskie stanowisko”. Tego samego roku 1. FC dokonało sprzedaży swojego wychowanka – Ernesta Wilimowskiego do Ruchu Hajduki Wielkie za 1000 zł (odpowiednik 10 pensji listonosza) i rozegranie dwóch meczów Ruchu z 1. FC, z których dochód miał trafić do kasy katowiczan. W latach 1934–1945 w klubie grał Richard Herrmann, późniejszy reprezentant Niemiec. Klub zawieszono w czerwcu 1939 r., gdyż w tym czasie grupował już środowiska niemieckie o skrajnie nacjonalistycznych sympatiach.

### Lata II wojny światowej
Klub został jednak reaktywowany przez niemieckie władze podczas II wojny światowej, które starały się zrobić z niego niemiecką wizytówkę piłkarskiego Śląska i sprowadzili do niego byłych reprezentantów pochodzących z Katowic, jak Ewald Dytko, Erwin Nyc i Ernest Wilimowski. Jednak klub nie osiągnął zbytnich sukcesów w rozgrywkach „Gauliga Schlesien” (śląskiej ligi). W sezonie 1941 klub uplasował się na 4 pozycji, w sezonie 1942 na 7 pozycji, w sezonie 1943 na 8 pozycji, a w sezonie 1944 na 7 pozycji. Wielu piłkarzy odeszło z drużyny, Erwina Nyca i Ewalda Dytka wcielono do Wehrmachtu, Wilimowski wyjechał w głąb Niemiec. W ostatnim niedokończonym sezonie – 1945 1. FC zajmował pierwsze miejsce w tabeli. Klub przestał istnieć w 1945 roku wraz z wkraczaniem oddziałów Armii Czerwonej do III Rzeszy.

### Traditionsgemeinschaft 1. FC Kattowitz
Po II wojnie światowej mieszkańcy Katowic, którzy mieli pochodzenie niemieckie uciekli lub zostali wypędzeni do Niemiec. Większość z nich udała się do miejscowości Salzgitter. Właśnie tam w 1965 roku były prezydent klubu Georg Joschke utworzył „Traditionsgemeinschaft 1. FC Kattowitz” (z niem. wspólnota tradycji klubu 1. FC Kattowitz) podczas których regularnie spotykali się byli piłkarze 1. FC Kattowitz, tacy jak: Emil Görlitz, Otto Heidenreich i Ernest Joschke. Miasto Salzgitter sfinansowało także „Izbę Pamięci klubu 1. FC Kattowitz” (Heimatstube des 1. FC Kattowitz).
W 1980 roku miasto Salzgitter uroczyście obchodziło jubileusz 75. rocznicy utworzenia klubu. Właśnie wtedy przekazano do archiwum miastu Salzgitter cenne dokumenty, m.in. Dokument 25-letniej rocznicy klubu, pierwszą Kronikę Klubu oraz Album Klubu, który zawierał setki zdjęć i dokumentów. Album wcześniej uważany był za zaginiony - jak się okazało, został on ukryty po wojnie w Katowicach, Emil Görlitz przemycił go do Niemiec Wschodnich, a następnie do Salzgitter. Wspólnota tradycji (Traditionsgemeinschaft) istniała do 1990 r.

### Reaktywacja w XXI wieku
W grudniu 2006 roku miało miejsce pierwsze spotkanie założycielskie w celu reaktywacji klubu. 1. FC Katowice został zarejestrowany w sądzie 13 kwietnia 2007 roku i zgłoszony do Okręgowego Związku Piłki Nożnej (OZPN). Śląski Związek Piłki Nożnej (ŚLZPN) przyjął klub w maju 2007 roku. Reaktywowany klub ma tak jak dawniej biało-czarne barwy, jednakże herb klubu został zmodyfikowany, nawiązując jednak do oryginału. Piłkarze i piłkarki klubu grają w strojach firmy ZINA (białe koszulki i czarne spodenki, rezerwowy strój jest cały czarny). Trenerem został Dariusz Wolny, były piłkarz GKS-u Katowice, w którym grał w latach 1991–1994, strzelając dla niego w ekstraklasie 30 bramek.
W sezonie 2007/2008 dopuszczono drużynę męską do rozgrywek B-klasy. W klubie utworzono również drużynę kobiecą, która w sezonach 2010/2011, 2011/2012 oraz 2014/2015 występowała w Ekstralidze. Utworzono także szkółkę piłkarską dla dzieci. W sezonie 2007/2008 drużyna męska 1. FC Katowice zajęła 1. miejsce w B-klasie i przez co awansowała do rozgrywek A-klasy sezonu 2008/2009. W 2009 roku męska piłka oddzieliła się od damskiej.
Prezesem Stowarzyszenia KS 1.FC Katowice został Wojciech Koczubik a wiceprezesem Krzysztof Ziemba. Skupił się on na kultywowaniu klubowych tradycji – zorganizował turnieje ku pamięci wielkich piłkarzy E.F.C Katowice: E. Wilimowskiego i K. Kossoka, które odbywają się corocznie na obiekcie w Szopienicach. Na chwilę obecną w szeregach klubu zrzeszonych jest 115 zawodników (w tym 90. dzieci w wieku od 5 do 13 lat).
Drużyna kobiet zdobyła 4 grudnia 2010 halowe mistrzostwo Polski.

## Stadion
Początkowo piłkarze grali na dzisiejszym placu Andrzeja (dzieląc go z Dianą Kattowitz). W 1920 roku klub dostał zgodę na dzierżawę terenów niedaleko parku Kościuszki, gdzie wybudował nowy stadion. Okazyjnie grała tu także drużyna Ruchu Hajduki Wielkie. Po II wojnie światowej stadion przejął Wojewódzki Milicyjny Klub Sportowy (późniejsza Gwardia Katowice / Policyjny Klub Sportowy Katowice). Boisko to istnieje do dziś, lecz jest w złym stanie. W 1928 na stadionie 1. FC odbył się pierwszy w historii mecz reprezentacji Polski na Śląsku. Przy 20 000 kibiców Polska wygrała ze Szwecją 2:1. Na stadionie tym kilkakrotnie rozegrano mecze pomiędzy reprezentacją polskiego i niemieckiego Śląska. W 1930 władze miasta odmówiły dzierżawy tego stadionu klubowi i drużyna przeniosła się na stadion na Muchowcu, który został otwarty w 1934 roku. W dniu inauguracji nowego stadionu klub przegrał 1:5 z silną wówczas drużyną Tennis-Borussią Berlin.
Po reaktywacji klubu stadionem domowym zostało boisko „Rapid” będące własnością MOSiR Katowice położone przy placu Alojzego Budnioka w centrum Katowic (pomiędzy ulicą Chorzowską, J. N. Stęślickiego i M. Grażyńskiego)

## Sukcesy
- Wicemistrzostwo Polski: 1927
- Wicemistrzostwo południowo-wschodnich Niemiec: 1908, 1909, 1913
- Mistrzostwo Górnego Śląska: 1907, 1908, 1909, 1913, 1922, 1945[13]
- Mistrzostwo polskiej części Górnego Śląska: 1932
- Mistrz Katowickiego Związku Piłkarskiego[14]: 1906

## Poszczególne sezony
| Legenda – rozgrywki ligowe | Legenda – rozgrywki ligowe |
| Kolor                      | Oznaczenie                 |
| -------------------------- | -------------------------- |
|                            | I poziom ligowy            |
|                            | II poziom ligowy           |
|                            | III poziom ligowy          |
|                            | rozgrywki nieligowe        |
|                            |                            |
|                            | Mistrzostwo                |
|                            | Wicemistrzostwo            |
|                            | III miejsce                |
|                            |                            |
|                            | Awans                      |
|                            | Spadek                     |

| Sezon                   | Rozgrywki ligowe      | Rozgrywki ligowe |
| Sezon                   | Poziom                | Pozycja          |
| ----------------------- | --------------------- | ---------------- |
| 1923                    | Klasa B               | ?                |
| 1924/1925               | Klasa A               | 4                |
| 1926                    | Klasa A               | 2                |
| 1927                    | Liga                  | 2                |
| 1928                    | Liga                  | 5                |
| 1929                    | Liga                  | 12               |
| 1930                    | Klasa A               | 5                |
| 1931                    | Liga Śląska           | 4                |
| 1932                    | Liga Śląska           | 1                |
| 1933                    | Liga Śląska           | 2                |
| 1934                    | Liga Śląska           | 3                |
| 1935                    | Liga Śląska           | 9                |
| 1936                    | Klasa A               | 7                |
| 1936/1937               | Klasa A               | 9                |
| 1937/1938               | Klasa A               | ?                |
| Klub nie istniał        |                       |                  |
| 2007/2008               | Klasa B (poziom VII)  | 1                |
| reorganizacja rozgrywek |                       |                  |
| 2008/2009               | Klasa A (poziom VII)  | 10               |
| 2009/2010               | Klasa A (poziom VII)  | 9                |
| 2010/2011               | Klasa A (poziom VII)  | 12               |
| 2011/2012               | Klasa A (poziom VII)  | 12               |
| 2012/2013               | Klasa B (poziom VIII) | 3                |
| 2013/2014               | Klasa A (poziom VII)  | 5                |
| 2014/2015               | Klasa A (poziom VII)  | 9                |
| 2015/2016               | Klasa A (poziom VII)  | 9                |
| 2016/2017               | Klasa A (poziom VII)  | 8                |
| 2017/2018               | Klasa A (poziom VII)  | 13               |
| 2018/2019               | Klasa B (poziom VIII) | 8                |
| 2019/2020               | Klasa B (poziom VIII) | 9                |
| 2020/2021               | Klasa B (poziom VIII) | 3                |
| 2021/2022               | Klasa B (poziom VIII) | 9                |
| 2022/2023               | Klasa B (poziom VIII) | 3                |
| 2023/2024               | Klasa B (poziom VIII) | 10               |
| reorganizacja rozgrywek |                       |                  |
| 2024/2025               | Klasa B (poziom IX)   | 9                |

## Reprezentanci Polski w barwach klubu
- Emil Görlitz
- Karol Kossok
- Erwin Nytz
- Ernest Wilimowski

## Reprezentanci Niemiec w barwach klubu
- Ernst Willimowski
- Richard Herrmann - Mistrz świata z roku 1954.
- Georg Schumann

## Kibice
Wśród reaktywatorów i kibiców klubu byli m.in. członkowie Ruchu Autonomii Śląska oraz kibice innych górnośląskich klubów piłkarskich. W założeniu klub miał łączyć osoby czujące się Ślązakami, niezależnie od poglądów, wiary czy kibicowania innemu klubowi piłkarskiemu. Działacze planowali nawiązanie współpracy z klubem Athletic Bilbao z Kraju Basków, w którym grają wyłącznie Baskowie.